# Kreis Siegen-Wittgenstein
Kreis Siegen-Wittgenstein ligger i regeringsdistriktet Arnsberg i i den tyske delstat Nordrhein-Westfalen. Kreisen omfatter landskaberne Siegerland og Wittgensteiner land.

## Byer og kommuner
Kreisen havde 278210  indbyggere pr.  2018-12-31

Byer
1. Bad Berleburg (19446)
2. Bad Laasphe (13565)
3. Freudenberg (17739)
4. Hilchenbach, (14906)
5. Kreuztal,(31187)
6. Netphen,  (23130)
7. Siegen, administrationsby (102836)

Kommuner
1. Burbach (14909)
2. Erndtebrück (6998)
3. Neunkirchen (13406)
4. Wilnsdorf (20088)